# Lugnås kyrkby
Lugnås kyrkby är en småort i Mariestads kommun och kyrkby i Lugnås socken. Lugnås kyrkby ligger 3 kilometer söder om tätorten Lugnås som växt på grund av Kinnekullebanan och E20. Orten har 93 invånare (2023).
I Lugnås kyrkby ligger 1100-talskyrkan Lugnås kyrka.